# La historia del Diablo
La historia del diablo es un libro de 1726 de Daniel Defoe.
La opinión general entre los académicos es que Defoe realmente considerada al Diablo un participante en la historia mundial. Dedica algún tiempo a analizar El Paraíso Perdido de John Milton y a explicar por qué lo considera inexacto.
Su visión es la de un presbiteriano del siglo XVIII: culpa al Diablo por las Cruzadas y lo ve cercano a los poderes católicos de Europa, lo cual muestra el anticatolicismo de Defoe. El libro fue prohibido por la Iglesia Católica Romana.
El libro aparece como perteneciente al Sr. Tulliver y leído por su hija Maggie en El molino del Floss de George Eliot.

## Contenido
La historia del diablo está dividido en dos partes llamadas libros, de 11 capítulos cada uno, y una conclusión final.
El primer libro está dedicado a la identidad, origen e historia del Diablo. El segundo libro versa sobre sus actividades en el mundo de hoy, así como también su vínculo con brujas y hechiceros.